# Oscar Lewis
Oscar Lewis, nato Lefkowitz (New York, 25 dicembre 1914 – 16 dicembre 1970), è stato un antropologo statunitense.
Fondò il dipartimento di antropologia dell'università di Illinois nel 1948 dove trascorse la sua carriera accademica.
I suoi studi sulle popolazioni rurali e povere del Messico e del Centroamerica lo portarono alla teorizzazione di quella che lui definì la "cultura della povertà", intendendo con tale espressione la trasmissione di atteggiamenti, condotte, linguaggi e modi di pensiero tipici delle classi subalterne che, accompagnando l'individuo dalla nascita, lo condurranno alla ripetizione e perpetrazione del suo stato di "povero" socialmente inteso, conformandosi pertanto all'immagine che di lui ha la società, in una sorta di auto-etichettamento.

## Pubblicazioni
- The Children of Sanchez
- Tepoztlan, village in Mexico
- Five Families